# Alaus oculatus
Alaus oculatus este o specie de gândac pocnitor. Specia este răspândită în Europa Centrală și America de Nord.

## Morfologie
Lungimea indivizilor adulți este de circa 25–45 mm. Corpul este alungit și puțin turtit dorso-ventral. Alaus oculatus este de culoare gri închis cu puncte albe și luciu metalic. Antenele sunt întunecate de tip serat. Pe pronot se află două pete negre cu marginile albicioase asemănătoare ochilor. Petele negre acoperă aproape o treime din suprafața pronotului. „Ochii” mari de pe spate reprezintă un model de protecție de inamici, care pot rămâne „nedumeriți” și ocoli gândacul. Petele albe de pe pronot sunt mai mici, însă mai dense și concentrate la marginea tergitului.

## Dezvoltare
Femele depune ponta în sol. Larva acestei specii, ca și a celorlalți gândaci pocnitori, se numește vierme de sârmă din cauza chitinizării puternice a cuticulei și luciului metalic. Larva crește în lungime până la 2 cm. Culoarea variază de la galben până la brun închis. Larvele se dezvoltă în lemnul în putrefacție prin metamorfoză completă. Adulții încep să apară primăvara și pot fi găsiți până la începutul toamnei. Dezvoltarea durează de la 2 la 6 ani.

## Ecologie
Alaus oculatus populează pădurile de foioase, în special în lemnul putred. Larvele pot fi întâlnite și în sol, hrănindu-se cu semințe, rădăcini, rizomi și tulpini subterane, inclusiv a plantelor de cultură. Uneori, larvele consumă și larve ale altor insecte care locuiesc în trunchiul arborilor precum vișinul, mărul, stejarul.
Adulții se alimentează cu nectarul florilor.